# Vespa basalis
Vespa basalis (шершень чорночеревий) — вид ос роду шершень (Vespa) родини справжні оси (Vespidae).

## Поширення
Вид широко поширений у Азії від Пакистану до Китаю та на південь до Суматри.

## Опис
Полює на бджіл, коли ці повертаються у вулик.